# Virus Adeno
Virus Adeno (hay adenovirus, thành viên của họ Adenoviridae) có kích thước trung bình (70-90 nm), không có lớp envelope (không có một lớp kép lipid bên ngoài), 1 nhân capsid 20 mặt chứa DNA 2 sợi thẳng. Danh pháp của virus xuất phát từ nguồn gốc phân lập trên con người từ năm 1953.
Ở người, hơn 50 loại huyết thanh adenovirus khác nhau đã được tìm thấy gây ra một loạt các bệnh tật, nhiễm trùng đường hô hấp nhẹ ở trẻ nhỏ (được gọi là cảm lạnh thông thường) bệnh đa cơ quan đe dọa tính mạng ở những người có hệ miễn dịch suy yếu.

## Đặc điểm sinh học

### Hình thể
Virus có hình đối đa diện đều: 30 cạnh, 20 mặt, 12 đỉnh, kích thước đường kính 70 đến 90 nm

### Cấu tạo
Virus chỉ chứa protein và DNA 2 sợi thẳng, virus trần không envelope. Vỏ capsid gồm 252 capsome, sắp xếp đối xứng hình khối hộp. Nhiều Adeno virus gây bệnh cho người có hemaggluntinin và một số có enzyme phá hủy các receptor (receptor-destroying enzyme: RDE). Hemaggluntinin kết hợp với Fiber và được chia thành 4 nhóm (HA), trên cơ sở sự ngưng kết hồng cầu khỉ và chuột, nó song song với sự phân nhóm theo miễn dịch

### Nuôi cấy
Virus chỉ nuôi được trên các tế bào in vitro cso nguồn gốc từ người như: tế bào thận phôi người, Hela, Hep 2... Tế vào Hela là thích hợp nhất và được dùng phổ biến nhất. Chưa tìm thấy các động vật cảm thụ đối với virus Adeno của người.

### Sức đề kháng
Virus có thể giữ được khả năng gây nhiễm trùng trong 1 tháng ở nhiệt độ phòng, 15 ngày ở 37 °C, 6 tháng ở 4 °C, nhiều năm ở -20 °C, 5 đến 10 phút ở 50 °C đến 60 °C. Kháng sinh và ête không diệt được virus. Nước sôi, tia cực tím và chloramin 1% diệt được virus.

### Cấu tạo kháng nguyên
Có ít nhất 3 kháng nguyên quan trọng của vỏ capsid:
- kháng nguyên kết hợp bổ thể: các Hexon, đặc hiệu chung cho tất cả các type.
- kháng nguyên trung hòa: đặc hiệu cho từng type, nằm trên Penton và Fiber.
- kháng nguyên ngưng kết hồng cầu: đặc hiệu cho từng type, nằm trên Penton và Fiber

## Khả năng lây bệnh

### Gây nhiễm trùng cấp tính
Thời gian ủ bệnh ngắn, sự đào thải virus kéo dài, bệnh thường nhẹ, trường hợp duy nhất có thể gây tử vong là viêm phổi ở trẻ nhỏ. Thường gặp nhất là:
- Viêm kết mạc thành dịch.
- Viêm kết-giác mạc tản phát.
- Viêm kết mạc-họng-hạch thành dịch.
- Một số nhiễm trùng đường hô hấp cấp.
- Ngoài ra có thể gặp viêm dạ dày ruột, viêm bàng quang chảy máu, viêm cổ tử cung, viêm niệu đạo ở nam giới.

### Nhiễm trùng tiềm tàng
Một số type virus có thể gây nhiễm trùng tiềm tàng sau một nhiễm trùng cấp tính hoặc ngay từ đầu. Virus không nhân lên mà tồn tại lâu dài trong tế bào, khi sức đề kháng của cơ thể giảm sút (sau một nhiễm trùng hay một stress nào đó) virus có thể sẽ nhân lên và gây bệnh như một nhiễm trùng cấp tính.

### Khả năng gây ung thư
Khả năng này thể hiện trong việc gây chuyển dạng các tính các tế bào nuôi in vitro và gây ung thư thực nghiệm trên động vật, Một số type có khả năng này: 3, 7, 12, 14, 16, 18, 21 và 31. Đặc biệt là các type 12, 18 và 31. Tuy nhiên trong các tế bào khối u của người chưa bao giờ phân lập được virus Adeno cũng như các DNA hoặc mRNA của chúng.

## Miễn dịch
Sau khi khỏi bệnh cơ thể có miễn dịch bảo vệ đặc hiệu type (có thể không mắc bệnh lại với cùng type đó nhưng vẫn có thể tái nhiễm với type khác). Miễn dịch bảo vệ kéo dài nhiều năm và có liên quan đến kháng thể trung hòa, Khoảng 50 trẻ em 6 tháng đến 12 tháng tuổi có kháng thể trung hòa với type 1 và 2.

## Chẩn đoán vi sinh vật học

### Phát hiện virus

#### Bệnh phẩm
Tùy vào thể bệnh, có thể lấy từ họng, mũi, mắt, trực tràng, phân,... Cần lấy sớm và những ngày đầu của bệnh, riêng phân có thể lấy trong tuần đầu.

#### Phương pháp
Đưa bệnh phẩn đã được xử lý vào các tế bào có nguồn gốc từ người nuôi in vitro. Phát hiện virus bằng phản ứng kết hợp bổ thể, xác định type bằng phản ứng trung hòa.
Một số type huyết thanh mới không phân lập được có thể được phát hiện bằng kỹ thuật hiển vi điện tử hoặc ELISA.

### Chẩn đoán huyết thanh học
Phản ứng kết hợp bổ thể thường được dùng để chẩn đoán một nhiễm trùng do virus Adeno, kỹ thuật đơn giản, rẻ tiền,
Phản ứng trung hòa chỉ được dùng trong nghiên cứu.

## Dự phòng và điều trị

### Phòng bệnh
Trong quá khứ, các tân binh quân đội Hoa Kỳ đã được chủng ngừa hai loại huyết thanh của adenovirus, với sự sụt giảm tương ứng về bệnh tật do những kiểu huyết thanh đó gây ra. Vắc-xin đó không còn được sản xuất nữa. Quân đội Hoa Kỳ nghiên cứu y tế và Materiel lệnh công bố vào ngày 31 tháng 10 năm 2011 rằng một vắc-xin adenovirus mới, thay thế phiên bản cũ đã hết sản xuất trong hơn một thập kỷ, đã được chuyển đến các trang đào tạo cơ bản vào ngày 18 tháng 10 năm 2011.
Một số vaccine mới chế từ Hexon đang được nghiên cứu áp dụng để loại trừ nguy cơ gay ung thư có chứa trong DNA của virus. Ở Việt Nam hiện nay chưa có vaccine.
Vệ sinh tốt, bao gồm rửa tay, vẫn là cách tốt nhất để tránh lấy adenovirus từ người bị nhiễm bệnh.

### Điều trị
Chủ yếu điều trị các triệu chứng và chống bội nhiễm
Đối với viêm kết mạcː dùng IUDR (5-iodo-2-deoxyuridine), thuốc có tác dụng tốt ngăn cản sự tổng hợp DNA của virus Adeno